# Donació mèdica
Una donació mèdica és un tipus de donació que s'utilitza per curar o millorar un tractament a un pacient.
Hi ha una gran varietat de donacions. No només es donen òrgans, sinó també teixits, sang o fins i tot cèl·lules soles com les cèl·lules mare o els òvuls.

## Tipus de donacions

### Òrgans
Les donacions d'òrgans se solen fer d'un cadàver al pacient viu. Alguns òrgans també es poden donar  in vivo  com els ronyons o part del fetge (que es pot regenerar).
Actualment, es comença a trasplantar òrgans no vitals com la cara o les extremitats. Alguns dels òrgans que es poden donar són: cor, pàncrees, intestí gros, ronyó, còrnia i el pulmó.

### Sang
La sang també es pot donar en una extracció completa o només part dels seus components (el que s'anomena afèresi). Amb l'afèresi el cos recupera abans allò que ha donat i es pot fer més sovint. D'altra banda, és un procés més llarg i incòmode.
La sang de les donacions completes se sol separar en els seus components (plasma, plaquetes, glòbuls vermells, etc) per poder usar-la en més tractaments. Les cèl·lules que la componen tenen diferent caducitat i amb la separació s'augmenta el temps que es poden conservar.

### Altres teixits
La medul·la òssia es dona mitjançant un procés similar a l'afèresi sanguínia, però abans el procés era més agressiu. El donant s'inscriu en una base de dades i és requerit quan un pacient és compatible amb ell. Encara que no hi ha cap obligació a donar quan s'és avisat, no se sol rebutjar la petició.

### Gàmetes
Es pot donar semen i òvuls (donació d'ovòcits) per utilitzar-los en tractaments de fertilitat. La donació ha de ser consentida i per pròpia voluntat, en la majoria dels països és anònima i gratuïta. L'extracció d'òvuls femenins és un procés molt més complicat que la donació d'esperma.
Per poder donar gàmetes abans cal passar per una sèrie de proves de controls que verifiquin que els gàmetes donats són de qualitat.
A Espanya i d'acord amb el que estableix l'art. 5.7 de la Llei 14/2006, sobre tècniques de reproducció assistida humana, el nombre màxim autoritzat de fills nascuts que hagin estat generats amb gàmetes d'un mateix donant no ha de ser superior a sis.
Al seu torn, s'ha d'assegurar tant l'anonimat dels donants com dels receptors d'aquests gàmetes.
L'edat per donar gàmetes està estrictament limitada de 18 a 35 anys en dones i de 18 a 50 anys en homes.

### Altres
La llet materna es pot donar per a prematurs o als que la seva mare no pot alletar-los. Encara que existeixen substituts artificials a partir de llet de vaca, no han pogut igualar a la llet natural. Sobretot en nadons amb problemes de salut és molt recomanable.
No és difícil conservar la llet de forma casolana, simplement congelant-la en un recipient. En els bancs de llet materna, a més és pasteuritzada abans de congelar.
Altres tipus de donacions mèdiques:
- Pell
- Cèl·lules mare
- Orina de dones amb menopausa per obtenir fàrmacs. És molt comú per a l'obtenció de FSH utilitzat per l'estimulació fol·licular en tractaments de reproducció in vitro.
- Ulls, còrnia, etc.
- Placenta, utilitzada per les empreses farmacèutiques.